# Joe Curry
Josef Curry, noto come Joe Curry (Newcastle upon Tyne, 1887 – 1º aprile 1936), è stato un calciatore inglese, di ruolo centrocampista.

## Carriera

### Club
Mediano, nel febbraio del 1908 il Manchester United lo acquista dallo Scotswood. Debutta il 21 novembre 1908 contro il Bradford City (2-0), sfida valida per il campionato. Termina la sua prima annata allo United con 8 presenze in prima divisione. Nella stagione seguente gioca solo un incontro di FA Cup, contro il Burnley (2-0), datato 15 gennaio 1910. Ernest Mangnall lo schiera titolare in altre cinque partite di campionato nella stagione 1910-1911 e nell'aprile 1911 Curry si trasferisce al Southampton.

## Palmarès
- Campionato inglese: 1

1910-1911